# Felix Guerra
Félix Reynier Guerra Rondón (14 gennaio 1989) è un calciatore cubano, difensore del FC Camagüey e della Nazionale cubana.

## Carriera

### Nazionale
Ha esordito in Nazionale nel 2012.